# 溪桫
溪桫（学名：Chisocheton paniculatus）为楝科溪桫属下的一个种。